# In aller Freundschaft

Logo bis Episode 1029

Logo bis Episode 990

In aller Freundschaft (IAF) ist eine im Ersten seit 1998 laufende wöchentliche deutsche Fernsehserie, welche die Geschichten rund um die Belegschaft des fiktiven Krankenhauses Sachsenklinik in Leipzig erzählt. Die Erstausstrahlung erfolgt dienstags, in der Regel um 21:00 Uhr. Danach werden die Episoden auf den verschiedenen dritten Fernsehprogrammen der ARD wiederholt. Am 31. Januar 2023 wurden ab 20:15 Uhr die Episoden 999 und 1000 ausgestrahlt. Am 5. Mai 2025 wurde die Serie bis mindestens 2028 (Staffel 29–30 mit je 39 Folgen) verlängert.
Die bislang erfolgreichste deutsche Krankenhausserie wurde 2008 und 2018 mit der Goldenen Henne, 2014 bei der Bambi-Verleihung sowie 2018 bei der Verleihung des Deutschen Hörfilmpreises ausgezeichnet. Aufgrund der konstant hohen Einschaltquoten von über fünf Millionen Zuschauern (davon ca. 80 % Frauen) startete Das Erste am 22. Januar 2015 einen Ableger unter dem Titel In aller Freundschaft – Die jungen Ärzte. Am 1. November 2018 startete mit In aller Freundschaft – Die Krankenschwestern ein weiterer Ableger, der jedoch nach 16 Folgen eingestellt wurde.

## Allgemeines
Die Serie wird im Auftrag der ARD-Tochter Degeto Film von der Saxonia Media Filmproduktion Leipzig produziert. Start der Serie war am 26. Oktober 1998. Mittlerweile wurden über 1000 Episoden in 27 Staffeln produziert. Seit der Episode 901 sind die Episoden zudem bereits eine Woche vor der Erstausstrahlung vorab in der Mediathek verfügbar. Seitdem ist eine Vergleichbarkeit der Einschaltquoten nicht mehr gegeben.
Konzentrierte sich die Serie zu Beginn zunächst auf die drei miteinander befreundeten Hauptcharaktere Dr. Roland Heilmann, Dr. Maia Dietz, welche ihren Doktorgrad im Verlauf der Serie erhält, und Dr. Achim Kreutzer, wird die Handlung im Weiteren überwiegend durch eine größere Stammbesetzung von etwa 15 bis 18 wiederkehrenden Rollen getragen.
Die Rollen in der Serie sind häufig mit Schauspielern besetzt, die schon in der DDR im Kino und Fernsehen zu sehen waren. Auch hinter der Kamera fanden viele schon bei der DEFA und dem Fernsehen der DDR beschäftigte Personen Arbeit. So beschäftigten sich die Regisseure Jürgen Brauer, Bernhard Stephan, Celino Bleiweiß, Klaus Gendries, Peter Vogel und Peter Hill, der Kameramann Jürgen Heimlich, die Kostümbildnerin Christine Zartmann und der Ausstatter Rolf Donath mit der Serie.
Obwohl die Serie in Sachsen spielt, tritt der sächsische Dialekt praktisch nicht in Erscheinung, nur die für einen kurzen Zeitraum eingeführte Figur des Hausmeisters Ottmar Wolf (Tom Pauls) legte die typische Mundart an den Tag. Außerdem werden einzelne Statisten (z. B. Michael Tempelhof) deutlich synchronisiert. Die ARD begründet die Dialektfreiheit mit einer besseren Vermarktbarkeit der Serie in ganz Deutschland. Bei Nebenrollen wie Roland Heilmanns Enkel Jonas klingt jedoch das Sächsische an.
Die Schauspieler Elisabeth Volkmann, Brigitte Mira, Hans Clarin, Günter Pfitzmann, Fred Delmare, Horst Drinda, Hendrikje Fitz, Dieter Bellmann, Ursula Karusseit und Herbert Köfer hatten in dieser Serie ihre letzten Fernsehrollen.
Auf den Tod von Hendrikje Fitz folgte der Serientod ihrer Rolle Pia Heilmann. Dies gab ihr Serien-Ehemann Thomas Rühmann alias Roland Heilmann bei einem Erinnerungsabend an die verstorbene Schauspielerin bekannt. Am 18. Oktober 2016 lief die 745. Episode Leere, in der Pia Heilmanns Tod thematisiert wurde.
Zum Abschied von Dieter Bellmann als Prof. Simoni wurde im November 2018 in der Episode 833 In bester Gesellschaft an sein Lebenswerk erinnert. Dazu kehrten Jutta Kammann als Ingrid Rischke und Holger Daemgen als Dr. Achim Kreutzer als Gastdarsteller zurück.
Zum 25. Jubiläum wurde am 24. Oktober 2023 eine Sonderepisode mit zahlreichen Rückblicken ausgestrahlt. Ebenso erhielt die Serie erstmals ein neues Logo.

## Besetzung

### Aktuelle Hauptdarsteller
Sortiert nach der Reihenfolge des Einstiegs.
| Schauspieler          | Rolle                       | Episoden | Zeitraum | Bemerkungen |
| --------------------- | --------------------------- | -------- | -------- | --- |
| Thomas Rühmann        | Dr. Roland Heilmann         | 1–       | 1998–    | Oberarzt der Chirurgie (Staffel 24, Episode 925 bis Staffel 27, Episode 1053, seit Staffel 27, Episode 1076); Medizinischer Berater der Chirurgie (Staffel 27, Episode 1052 bis Staffel 27, Episode 1075); Ärztlicher Direktor (Staffeln 18 bis 24, Episode 925); Klinikleiter (Staffeln 19 bis 24, Episode 925); Chefarzt der Chirurgie (Staffeln 5 bis 18); Leitender Oberarzt der Chirurgie (Staffeln 1 bis 4); Facharzt der Allgemein- und Unfallchirurgie Sohn von Otto Heilmann; Bruder von Klara Heilmann; Witwer von Pia Heilmann; Ehemann von Dr. Kathrin Globisch; Ex-Verlobter von Katja Brückner; Ex-Affäre von Dr. Christina Buchmann und Kerstin Heller; Vater von Alina, Jakob und Lisa; Großvater von Jonas; Stiefvater von Lukas und Hanna Globisch; Schwager von Dr. Niklas Ahrend; Ex-Schwager von Ursula Fröse; Ex-Schwiegersohn von Friedrich Steinbach; (angeheirateter) Onkel von Max Brentano |
| Alexa Maria Surholt   | Sarah Wilhelmine Marquardt  | 1–       | 1998–    | Verwaltungsdirektorin; Klinikleiterin (Staffel 18) Tochter von Hildegard Marquardt; Schwester von Katja Marquardt; bis zu seinem Tod Verlobte von Benjamin Wittenberg; Ex-Freundin von Dr. Achim Kreutzer, Michael Gregori, Florian Posch und Felix Sonntag; Ex-Affäre von Felix Schuster, Carlo Schönberg (Vater von Bastian), Dr. Christian Meyerhoff, Dr. Daniel Lohmann, Dr. Niklas Ahrend und Richard Noll; Mutter von Bastian Marquardt |
| Andrea Kathrin Loewig | Dr. Kathrin Globisch        | 41–      | 1999–    | Leitende Oberärztin der Anästhesie; Chefärztin der Chirurgie (Staffeln 19 bis 21, Episode 801); Oberärztin der Anästhesie (bis Staffel 18); OP-Managerin (Staffel 10, Episoden 339 bis 344); Leiterin der Intensivstation, (ITS) (Staffeln 14 bis 18); Leiterin der Interdisziplinären Schmerzklinik (Staffel 24, Episode 940 bis Staffel 27, Episode 1056); Fachärztin der Allgemeinchirurgie und Anästhesie, Tochter von Eva und Harry Globisch; Halbschwester von Dr. Niklas Ahrend; Ehefrau von Dr. Roland Heilmann; Ex-Verlobte von Paul Andermatt und Alexander Weber; Ex-Freundin von Victor Sonneberg, Guido Sperling (Vater von Lukas), Dr. Achim Kreutzer, Florian Posch (durch seinen Tod), Holger Wenner, Jan Berger und Tobias Wagner; Ex-Affäre von Steffen Frahm; One-Night Stand von Dr. Philipp Brentano und Freddy Kerr; Mutter von Lukas und Hanna; Schwiegermutter von Rachel; Tante von Max Brentano; Stiefmutter von Alina Heilmann, Jakob Heilmann und Lisa Schroth; Stiefgroßmutter von Jonas Heilmann; Schwägerin von Klara Heilmann |
| Arzu Bazman           | Arzu Ritter                 | 90–      | 2001–    | Schwester der chirurgischen Station; Pflegedienstleiterin der chirurgischen Station (seit Staffel 18 bis Staffel 28, Episode 1101), geteilt mit Kris Haas (Staffel 24, Episode 937 bis Staffel 26, Episode 1030); ausgebildete Hebamme (seit Staffel 17, Episode 660); vormals Lernschwester und Schwester Tochter von Sevim und Klaus Ritter; Ehefrau von Dr. Philipp Brentano; Ex-Freundin von Dr. David Engel; One-Night-Stand von Dr. Niklas Ahrend; Mutter von Stella, Oskar, Max und Pauline |
| Thomas Koch           | Dr. Philipp Ernst Brentano  | 104–     | 2001–    | Chefarzt der Chirurgie (seit Staffel 26, Episode 1031); Leitender Oberarzt der Chirurgie (Staffel 22, Episode 850 bis Staffel 26, Episode 1031); Oberarzt der Chirurgie (Staffeln 17 bis 22, Episode 849); Leiter der Abteilung für Endoprothetik (seit Staffel 18, Episode 688); Facharzt der Unfallchirurgie; vormals Arzt im Praktikum, Assistenzarzt Sohn von Ulrich Brentano, Ehemann von Arzu Ritter; Ex-Freund von Hanna Müller, Isabelle Becker und Carola Cleven; One-Night-Stand von Dr. Kathrin Globisch; Vater von Stella, Oskar und Pauline; Stiefvater von Max |
| Bernhard Bettermann   | Dr. Martin Stein            | 299–     | 2006–    | Ärztlicher Direktor und Klinikleiter (Staffel 24, Episode 925 bis Staffel 26, Episode 1012; seit Staffel 27, Episode 1071); Gesundheitsdezernent (Staffel 26, Episode 1022 bis Staffel 27, Episode 1053); Oberarzt der Chirurgie (Staffel 22, Episode 850 bis Staffel 24, Episode 927; Staffel 27, Episode 1053 bis Staffel 27, Episode 1070); vormals Leitender Oberarzt der Chirurgie; Facharzt der Allgemein- und Gefäßchirurgie Sohn von Otto Stein; Stiefsohn von Charlotte Gauß; Ex-Ehemann von Valerie Stein; Ex-Verlobter von Dr. Elena Eichhorn; Ex-Freund von Vera Frankenberg, Dr. Isabel Dahl, Dr. Christina Buchmann, Julia Benning, Antonia Bach, Sophia Müller und Dr. Ina Schulte; One-Night-Stand von Prof. Dr. Maria Weber; Vater von Marie; Großvater von Klara |
| Rolf Becker           | Otto Stein                  | 300–     | 2006–    | ehemaliger Mitarbeiter in der Cafeteria Bruder von Sabine Neuwirth; Witwer von Charlotte Gauß; Vater von Dr. Martin Stein; Großvater von Marie; Urgroßvater von Klara |
| Udo Schenk            | Dr. Rolf Eduard Kaminski    | 338–     | 2007–    | Interimsklinikleiter (Staffel 13, Episode 490; Staffel 26, Episode 1014 bis Staffel 26, Episode 1029); Belegarzt, Facharzt der Urologie und Allgemeinchirurgie; Mentor von Hans-Peter Brenner Witwer von Christiane Kaminski, geb. Althaus, Ex-Affäre von Dr. Vera Bader; Vater von Fabian Althaus und Anna Kaminski; Schwiegervater von Mae Althaus; Großvater von Jack |
| Jascha Rust           | Christopher „Kris“ Haas     | 683–     | 2015–    | Pflegedienstleiter, gemeinsam mit Arzu Ritter (Staffel 24, Episode 937 bis Staffel 26, Episode 1030); Gesundheits- und Krankenpfleger der chirurgischen Station (seit Staffel 21, Episode 812) und Rettungssanitäter (seit Staffel 22, Episode 843); vormals Auszubildender Gesundheits- und Krankenpfleger (ab Staffel 18, Episode 704) und Sozialdienstleistender Sohn von Simon und Sylvia Haas; Ex-Freund von Franzi Wilde und Dr. Lilly Phan |
| Christina Petersen    | Miriam Schneider            | 727–729  | 2016     | Pflegedienstleiterin der chirurgischen Station (seit Staffel 28, Episode 1101); Schwester der chirurgischen Station; stellvertretende Pflegedienstleitung (seit Staffel 21 bis Staffel 28, Episode 1101) Tochter von Linda Schneider; Freundin von Nele Garbow; Ex-Ehefrau von Rieke Machold; Adoptivmutter von Cosmo Wolff |
| Christina Petersen    | Miriam Schneider            | 761–     | 2017–    | Pflegedienstleiterin der chirurgischen Station (seit Staffel 28, Episode 1101); Schwester der chirurgischen Station; stellvertretende Pflegedienstleitung (seit Staffel 21 bis Staffel 28, Episode 1101) Tochter von Linda Schneider; Freundin von Nele Garbow; Ex-Ehefrau von Rieke Machold; Adoptivmutter von Cosmo Wolff |
| Annett Renneberg      | Prof. Dr. Maria Weber       | 760–     | 2017–    | Oberärztin der Chirurgie (seit Staffel 27, Episode 1065); Klinikleiterin (Staffel 26, Episode 1029 bis Staffel 27, Episode 1065); Chefärztin der Chirurgie (Staffel 25, Episode 983 bis Staffel 26, Episode 1031); Fachärztin der Herz- und Thoraxchirurgie *24. September 1979; Freundin von Dr. Kai Hoffmann; Ex-Ehefrau von Alexander Weber; One-Night-Stand von Dr. Martin Stein; Mutter von Moritz und Emil Weber; arbeitet von Episode 965 bis 982 für ein Forschungsprojekt an einer Berliner Klinik und erlangt ihre Professur |
| Julian Weigend        | Dr. Kai Hoffmann            | 800–     | 2018–    | Oberarzt der Chirurgie (seit Staffel 25, Episode 981); Chefarzt der Chirurgie (Staffel 21, Episode 801 bis Staffel 25, Episode 981); Facharzt der Unfallchirurgie und Plastischen Chirurgie *29. Oktober 1972 in Leipzig; Freund von Prof. Dr. Maria Weber; Ex-Ehemann von Dr. Ina Schulte (One-Night-Stand in Episode 950); Vater von Adrian Hoffmann und Emil Weber; Halbbruder von Mirko Hoffmann |
| Isabell Gerschke      | Dr. Katharina „Ina“ Schulte | 898–     | 2020–    | Oberärztin der Gynäkologie; Fachärztin der Gynäkologie und Pädiatrie *14. Dezember 1979;Tochter von Prof. Dr. Ewald Schulte; Ex-Ehefrau von Dr. Kai Hoffmann (One-Night-Stand in Episode 950); Ex-Freundin von Dr. Martin Stein; Ex-Affäre von Dr. Ilay Demir; Mutter von Adrian Hoffmann |
| Tan Çağlar            | Dr. Ilay Demir              | 937–     | 2021–    | Facharzt der Allgemeinchirurgie und Viszeralchirurgie; Assistenzarzt der Neurochirurgie Bruder von Soleen Schindler; Ex-Freund von Veronique König; Ex-Affäre von Dr. Ina Schulte; One-Night-Stand von Romy Ziehden; ist seit einem schweren Unfall auf den Rollstuhl angewiesen |
| Vanessa Rottenburg    | Dr. Lucia Böhm              | 1071–    | 2024–    | Chefärztin der Notaufnahme Tochter von Sabine Franz; Stieftochter von Matthias Franz |

### Aktuelle Nebendarsteller
Sortiert nach der Reihenfolge des Einstiegs.
| Schauspieler         | Rolle                      | Episoden | Zeitraum  | Bemerkungen |
| -------------------- | -------------------------- | -------- | --------- | --- |
| Karsten Kühn         | Jakob Heilmann             | 1–       | 1998–     | Pächter der Cafeteria (Staffel 19, Episode 750 bis Staffel 24); vormals Mitarbeiter in der Cafeteria (ab Staffel 19, Episode 727); ehemaliger Inhaber des Restaurants Jakobiner (Staffeln 14 bis 19, Episode 727) Sohn von Pia und Dr. Roland Heilmann; Stiefsohn von Dr. Kathrin Globisch; Bruder von Alina; Halbbruder von Lisa; Stiefbruder von Lukas und Hanna Globisch; Enkel von Friedrich Steinbach; Onkel von Jonas; Stiefneffe von Dr. Niklas Ahrend; Stiefcousin von Max Brentano; Freund von Samira Steffens; Ex-Freund von Caro Strehle; Ex-Verlobter von Leonie Dannheim |
| Frederic Beck        | Jonas Heilmann             | 159–173  | 2002–2003 | 2., 3. und 4. Darsteller der Rolle Polizist; vormals Auszubildender zum Polizeibeamten (seit Staffel 22) Sohn von Alina Heilmann und Vladi Nemetz; Enkel von Pia und Dr. Roland Heilmann; Stiefenkel von Dr. Kathrin Globisch; Urenkel von Friedrich Steinbach; Neffe von Jakob und Lisa; Stiefneffe von Lukas und Hanna Globisch; Stiefgroßneffe von Dr. Niklas Ahrend; Stiefneffe 2. Grades von Max Brentano; bester Freund von Bastian Marquardt |
| Vincent Böthel       | Jonas Heilmann             | 207      | 2003      | 2., 3. und 4. Darsteller der Rolle Polizist; vormals Auszubildender zum Polizeibeamten (seit Staffel 22) Sohn von Alina Heilmann und Vladi Nemetz; Enkel von Pia und Dr. Roland Heilmann; Stiefenkel von Dr. Kathrin Globisch; Urenkel von Friedrich Steinbach; Neffe von Jakob und Lisa; Stiefneffe von Lukas und Hanna Globisch; Stiefgroßneffe von Dr. Niklas Ahrend; Stiefneffe 2. Grades von Max Brentano; bester Freund von Bastian Marquardt |
| Anthony Petrifke     | Jonas Heilmann             | 230–     | 2004–     | 2., 3. und 4. Darsteller der Rolle Polizist; vormals Auszubildender zum Polizeibeamten (seit Staffel 22) Sohn von Alina Heilmann und Vladi Nemetz; Enkel von Pia und Dr. Roland Heilmann; Stiefenkel von Dr. Kathrin Globisch; Urenkel von Friedrich Steinbach; Neffe von Jakob und Lisa; Stiefneffe von Lukas und Hanna Globisch; Stiefgroßneffe von Dr. Niklas Ahrend; Stiefneffe 2. Grades von Max Brentano; bester Freund von Bastian Marquardt |
| Markus Neumann       | Dr. Daniel Lorenz          | 433–     | 2009–     | Notarzt; Facharzt der Anästhesie |
| Helene Burczik       | Hanna Globisch             | 509–525  | 2011      | 2., 3., 4. und 5. Darstellerin der Rolle Tochter von Dr. Kathrin Globisch und Michael Linse; Stieftochter von Dr. Roland Heilmann; Halbschwester von Lukas; Enkelin von Eva Globisch, Harry Globisch und Marlies Böhmer; Nichte von Dr. Niklas Ahrend; Cousine von Max Brentano; Stiefschwester von Alina Heilmann, Jakob Heilmann und Lisa Schroth; Stieftante von Jonas Heilmann |
| Lana-Sophie Böhm     | Hanna Globisch             | 560–914  | 2012–2020 | 2., 3., 4. und 5. Darstellerin der Rolle Tochter von Dr. Kathrin Globisch und Michael Linse; Stieftochter von Dr. Roland Heilmann; Halbschwester von Lukas; Enkelin von Eva Globisch, Harry Globisch und Marlies Böhmer; Nichte von Dr. Niklas Ahrend; Cousine von Max Brentano; Stiefschwester von Alina Heilmann, Jakob Heilmann und Lisa Schroth; Stieftante von Jonas Heilmann |
| Martha Haberland     | Hanna Globisch             | 952–954  | 2021      | 2., 3., 4. und 5. Darstellerin der Rolle Tochter von Dr. Kathrin Globisch und Michael Linse; Stieftochter von Dr. Roland Heilmann; Halbschwester von Lukas; Enkelin von Eva Globisch, Harry Globisch und Marlies Böhmer; Nichte von Dr. Niklas Ahrend; Cousine von Max Brentano; Stiefschwester von Alina Heilmann, Jakob Heilmann und Lisa Schroth; Stieftante von Jonas Heilmann |
| Helena Pieske        | Hanna Globisch             | 967–     | 2022–     | 2., 3., 4. und 5. Darstellerin der Rolle Tochter von Dr. Kathrin Globisch und Michael Linse; Stieftochter von Dr. Roland Heilmann; Halbschwester von Lukas; Enkelin von Eva Globisch, Harry Globisch und Marlies Böhmer; Nichte von Dr. Niklas Ahrend; Cousine von Max Brentano; Stiefschwester von Alina Heilmann, Jakob Heilmann und Lisa Schroth; Stieftante von Jonas Heilmann |
| Anton Jordanland     | Max Brentano               | 717      | 2016      | 2., 3. und 4. Darsteller der Rolle Sohn von Arzu Ritter und Dr. Niklas Ahrend; Stiefsohn von Dr. Philipp Brentano; Halbbruder von Stella, Oskar und Pauline; Enkel von Sevim Ritter, Klaus Ritter, Britta Ahrend und Harry Globisch; Neffe von Dr. Kathrin Globisch; Cousin von Lukas und Hanna Globisch; Stiefneffe von Dr. Roland Heilmann; Stiefcousin von Alina und Jakob Heilmann und Lisa Schroth; Stiefonkel 2. Grades von Jonas Heilmann |
| Moritz Franz Pötzsch | Max Brentano               | 731–741  | 2016      | 2., 3. und 4. Darsteller der Rolle Sohn von Arzu Ritter und Dr. Niklas Ahrend; Stiefsohn von Dr. Philipp Brentano; Halbbruder von Stella, Oskar und Pauline; Enkel von Sevim Ritter, Klaus Ritter, Britta Ahrend und Harry Globisch; Neffe von Dr. Kathrin Globisch; Cousin von Lukas und Hanna Globisch; Stiefneffe von Dr. Roland Heilmann; Stiefcousin von Alina und Jakob Heilmann und Lisa Schroth; Stiefonkel 2. Grades von Jonas Heilmann |
| Ben Grünberg         | Max Brentano               | 789–     | 2017–     | 2., 3. und 4. Darsteller der Rolle Sohn von Arzu Ritter und Dr. Niklas Ahrend; Stiefsohn von Dr. Philipp Brentano; Halbbruder von Stella, Oskar und Pauline; Enkel von Sevim Ritter, Klaus Ritter, Britta Ahrend und Harry Globisch; Neffe von Dr. Kathrin Globisch; Cousin von Lukas und Hanna Globisch; Stiefneffe von Dr. Roland Heilmann; Stiefcousin von Alina und Jakob Heilmann und Lisa Schroth; Stiefonkel 2. Grades von Jonas Heilmann |
| N.N.                 | Pauline Brentano           | 756–831  | 2017–2018 | 2. Darstellerin der Rolle Tochter von Arzu Ritter und Dr. Philipp Brentano; Schwester von Stella und Oskar; Halbschwester von Max; Enkelin von Sevim Ritter, Klaus Ritter und Ulrich Brentano |
| Lara Schierack       | Pauline Brentano           | 861–     | 2019–     | 2. Darstellerin der Rolle Tochter von Arzu Ritter und Dr. Philipp Brentano; Schwester von Stella und Oskar; Halbschwester von Max; Enkelin von Sevim Ritter, Klaus Ritter und Ulrich Brentano |
| Max Bär              | Cosmo Schneider geb. Wolff | 970–     | 2022–     | Sohn von Jacqueline Wolff; Adoptivsohn von Miriam Schneider; Pflegesohn von Rieke Machold; leidet an Mukoviszidose |
| N.N.                 | Emil Weber                 | 983–1087 | 2022–2024 | 2. Darsteller der Rolle Sohn von Prof. Dr. Maria Weber und Dr. Kai Hoffmann; Halbbruder von Moritz Weber von Alexander Weber; Halbbruder von Adrian Hoffmann von Dr. Ina Schulte; Neffe von Mirko Hoffmann |
| Levi Otto            | Emil Weber                 | 1095–    | 2025–     | 2. Darsteller der Rolle Sohn von Prof. Dr. Maria Weber und Dr. Kai Hoffmann; Halbbruder von Moritz Weber von Alexander Weber; Halbbruder von Adrian Hoffmann von Dr. Ina Schulte; Neffe von Mirko Hoffmann |
| Laura Louisa Garde   | Nele Garbow                | 1099–    | 2025–     | Polizistin Freundin von Miriam Schneider |

### Ehemalige Hauptdarsteller
Sortiert nach der Reihenfolge des Ausstiegs.
| Schauspieler           | Rolle                         | Episoden                             | Zeitraum                           | Bemerkungen |
| ---------------------- | ----------------------------- | ------------------------------------ | ---------------------------------- | --- |
| Martin Halm            | Nicolas Claasen               | 1–17                                 | 1998–1999                          | Pianist Lebensgefährte von Daniel Wander; ehemaliger Lebensgefährte von Maia Dietz; entdeckt seine Homosexualität, verliebt sich in Daniel Wander und wird von Maia verlassen |
| Tao Li Ma              | Tina Wallbert                 | 1–34                                 | 1998–1999                          | Schwester der chirurgischen Station Freundin von Christoph Stark; verlässt die Klinik |
| Angela Lilo Sandritter | Carina Bierwirt               | 1–36                                 | 1998–1999                          | Sekretärin der Klinikleitung verlässt die Klinik und wird durch Barbara Grigoleit ersetzt |
| Gunter Schoß           | Dr. Thomas Straub             | 22–39                                | 1999                               | Chefarzt der Gynäkologie ehemaliger Lebensgefährte von Dr. Maia Dietz; wird nach der Schließung der Gynäkologie entlassen und geht nach Magdeburg |
| Ina Rudolph            | Dr. Marianne „Maia“ Dietz †   | 1–51                                 | 1998–1999                          | Oberärztin der Anästhesie (erhält ihren Doktorgrad erst im Verlauf der Serie) ehemalige Lebensgefährtin von Nicolas Claasen, Dr. Thomas Straub und Axel Bentheim (Vater des Kindes); stürzt sich nach dem Verlust ihres Kindes von einem Schlossturm und erliegt ihren schweren Verletzungen |
| Axel Wandtke           | Dr. Emanuel Barrach           | 1–103                                | 1998–2001                          | Oberarzt der Inneren Medizin Sohn von Edda Barrach; verlässt die Klinik und wird Chefarzt einer Herzklinik in Dresden |
| Alissa Jung            | Alina Heilmann †              | 1–132 230–231 281–282                | 1998–2002 2004 2005                | Fluglotsin Tochter von Pia und Dr. Roland Heilmann; Schwester von Jakob; Halbschwester von Lisa; Lebensgefährtin von Vladi Nemetz; Mutter von Jonas; Ex-Freundin von Sebastian Maier, Hendrik Stoll und Sebastian Deyle; stirbt mit Vladi bei einem Autounfall |
| Stephen Dürr           | Vladi Nemetz †                | 1–282                                | 1998–2005                          | Pfleger der chirurgischen Station und Medizinstudent Lebensgefährte von Alina Heilmann; Vater von Jonas; stirbt mit Alina bei einem Autounfall |
| Fred Delmare           | Friedrich Steinbach †         | 25–296                               | 1999–2006                          | Mitarbeiter in der Cafeteria Ehemann von Charlotte Gauß; Vater von Pia Heilmann; Bruder von Georg Steinbach; Schwiegervater von Dr. Roland Heilmann; Großvater von Alina und Jakob; Urgroßvater von Jonas; stirbt im Alter von 83 Jahren an Altersschwäche |
| Joachim Kretzer        | Dr. Achim Kreutzer            | 1–39                                 | 1998–1999                          | Facharzt der Chirurgie (ab Staffel 2), später Oberarzt (ab Staffel 3) und Leitender Oberarzt der Chirurgie (ab Staffel 5), Leiter der Notaufnahme, früher: Assistenzarzt der Chirurgie Ziehsohn von Charlotte Gauß; One-Night-Stand von Bianca Osterwald, Vicky Roth und Anja Weiß, Ex-Affäre von Sarah Marquardt, Ex-Freund von Alexandra Maier, Asta Bond, Yvonne Habermann, Dr. Kathrin Globisch, Claudia Kaufmann, Verena Morell und Katharina Bernhardt (durch ihren Tod), Ehemann von Marike Stuven, Vater von Heiko Morell und Sebastian Maier; verlässt Leipzig und geht mit Katharina nach Kolumbien; lebt inzwischen (seit Katharinas Tod) in Kapstadt Stimmenauftritt in Episode 1062 |
| Holger Daemgen         | Dr. Achim Kreutzer            | 46–124 630 833 871–873 999–1000 1071 | 1999–2001 2014 2018 2019 2023 2024 | Facharzt der Chirurgie (ab Staffel 2), später Oberarzt (ab Staffel 3) und Leitender Oberarzt der Chirurgie (ab Staffel 5), Leiter der Notaufnahme, früher: Assistenzarzt der Chirurgie Ziehsohn von Charlotte Gauß; One-Night-Stand von Bianca Osterwald, Vicky Roth und Anja Weiß, Ex-Affäre von Sarah Marquardt, Ex-Freund von Alexandra Maier, Asta Bond, Yvonne Habermann, Dr. Kathrin Globisch, Claudia Kaufmann, Verena Morell und Katharina Bernhardt (durch ihren Tod), Ehemann von Marike Stuven, Vater von Heiko Morell und Sebastian Maier; verlässt Leipzig und geht mit Katharina nach Kolumbien; lebt inzwischen (seit Katharinas Tod) in Kapstadt Stimmenauftritt in Episode 1062 |
| Johannes Steck         | Dr. Achim Kreutzer            | 125–297 373–374                      | 2002–2006 2007                     | Facharzt der Chirurgie (ab Staffel 2), später Oberarzt (ab Staffel 3) und Leitender Oberarzt der Chirurgie (ab Staffel 5), Leiter der Notaufnahme, früher: Assistenzarzt der Chirurgie Ziehsohn von Charlotte Gauß; One-Night-Stand von Bianca Osterwald, Vicky Roth und Anja Weiß, Ex-Affäre von Sarah Marquardt, Ex-Freund von Alexandra Maier, Asta Bond, Yvonne Habermann, Dr. Kathrin Globisch, Claudia Kaufmann, Verena Morell und Katharina Bernhardt (durch ihren Tod), Ehemann von Marike Stuven, Vater von Heiko Morell und Sebastian Maier; verlässt Leipzig und geht mit Katharina nach Kolumbien; lebt inzwischen (seit Katharinas Tod) in Kapstadt Stimmenauftritt in Episode 1062 |
| Matthias Koeberlin     | Sebastian Maier               | 2–36                                 | 1998–1999                          | Zivildienstleistender im Pflegebereich der chirurgischen Station Sohn von Dr. Achim Kreutzer und Alexandra Maier; Ex-Freund von Alina Heilmann; geht nach Hamburg, um als Model zu arbeiten |
| Steve Windolf          | Sebastian Maier               | 292–374                              | 2006–2007                          | Zivildienstleistender im Pflegebereich der chirurgischen Station Sohn von Dr. Achim Kreutzer und Alexandra Maier; Ex-Freund von Alina Heilmann; geht nach Hamburg, um als Model zu arbeiten |
| Denise Zich            | Dr. Isabel Dahl               | 463–499                              | 2010                               | Fachärztin der Chirurgie, in Facharztausbildung Gynäkologie Ex-Affäre von Dr. Martin Stein; Ex-Mitbewohnerin von Arzu Ritter; geht nach Heidelberg |
| Maren Gilzer           | Yvonne Habermann              | 1–634 666                            | 1998–2014                          | stellvertretende Oberschwester der chirurgischen Station Ex-Freundin von Dr. Achim Kreutzer, Bernd Leistenschneider, Dr. Christian Schäfer und Steffen Frahm; Lebensgefährtin von Olaf Beck; Schwester von Paul Habermann; geht zusammen mit Olaf Beck nach Dubai |
| Uta Schorn             | Barbara Grigoleit             | 53–668 707 784                       | 1999–2014 2015 2017                | Sekretärin der Klinikleitung Ex-Verlobte von Gerald Fresemann, Ex-Freundin von Wilhelm Mehnert, Bruno Rigot und Kurt Lühr, Ex-Affäre von Hardy Ristock, Tochter von Lorenz Grigoleit; kündigt, nachdem Prof. Simoni in den Ruhestand verabschiedet wurde |
| Jutta Kammann          | Ingrid Rischke                | 1–669 833 877 934                    | 1998–2014 2018 2019 2021           | Oberschwester der chirurgischen Station Ex-Ehefrau von Arno Rischke, Ex-Affäre von Harry Vorndran, Witwe von Prof. Dr. Gernot Simoni; Schwester von Gisela Moosberg; geht in den Ruhestand, Gründerin und Schirmherrin der Gernot-Simoni-Stiftung |
| Roy Peter Link         | Dr. Niklas Ahrend             | 559–672                              | 2012–2015                          | Facharzt der Chirurgie und Gynäkologie Sohn von Britta Ahrend und Harry Globisch; Vater von Max Brentano; Halbbruder von Dr. Kathrin Globisch; Onkel von Lukas und Hanna; Schwager von Dr. Roland Heilmann; Noch-Ehemann von Dr. Ute Ahrend; Ex-Affäre von Sarah Marquardt; One-Night-Stand von Arzu Ritter; wechselt an das Johannes-Thal Klinikum nach Erfurt; lebt inzwischen in San Francisco (weitere Gastauftritte siehe Gaststars aus In aller Freundschaft – Die jungen Ärzte) |
| Cheryl Shepard         | Dr. Elena Eichhorn            | 171–638 663–680                      | 2003–2015                          | Fachärztin der plastischen Chirurgie und Urologie (Urologie ab Staffel 13, Episode 498); Leiterin der Notaufnahme Mutter von Manuel Eichhorn und Sophie Eichhorn; Ex-Verlobte von Jan Berger und Dr. Martin Stein; ehemalige Lebensgefährtin von Christoph Mahler, Valentin Hoppe und Thomas Krüger; geht nach der Trennung von Dr. Martin Stein zusammen mit ihrer Tochter Sophie nach Australien zu Christoph Mahler |
| Sarah Tkotsch          | Julia Weiß                    | 644–721                              | 2014–2016                          | Schwester der chirurgischen Station Schwester von Mirko Weiß; kündigt |
| Hendrikje Fitz         | Pia Heilmann geb. Steinbach † | 1–725 744                            | 1998–2016                          | Physiotherapeutin (ab Staffel 15); vormals Friseurin und Geschäftsführerin des „Charlotto“ Tochter von Friedrich Steinbach; Stieftochter von Charlotte Gauß; Schwester von Ursula Fröse; Ehefrau von Dr. Roland Heilmann; Mutter von Alina und Jakob; Großmutter von Jonas; Stiefmutter von Lisa Schroth; nimmt eine Auszeit in Italien, stirbt bei einem Erdrutsch in Siena und wird in Leipzig bestattet |
| Dieter Bellmann        | Prof. Dr. Gernot Simoni †     | 1–788                                | 1998–2017                          | Berater der Sachsenklinik (Staffeln 18 bis 20); Klinikleiter und Ärztlicher Direktor (Staffeln 5 bis 17); Chefarzt der Chirurgie (Staffeln 1 bis 4); Facharzt der Allgemeinchirurgie; ehemaliger Mentor von Dr. Heilmann Ehemann von Ingrid Rischke; Ex-Affäre von Anna Herrmanns; One-Night-Stand von Christine Stein; Vater von Rebecca Simoni; Großvater von Leon Simoni; Bruder von Helmut Simoni; verstirbt außerhalb des Seriengeschehens |
| Anita Vulesica         | Ulrike Stolze                 | 721–799                              | 2016–2018                          | stellvertretende Oberschwester der chirurgischen Station (ab Staffel 20); vormals Schwester der chirurgischen Station Ex-Ehefrau von Thomas Westphal und Mutter von Johannes Westphal; geht mit ihrem Sohn zurück nach Konstanz |
| Ursula Karusseit       | Charlotte Gauß †              | 1–847                                | 1998–2019                          | ehemalige Pächterin der Cafeteria und Inhaberin des „Charlotto“; ehemalige Haushälterin und Ziehmutter von Dr. Achim Kreutzer Ehefrau von Otto Stein; Witwe von Friedrich Steinbach; Ex-Freundin von Prof. Dr. Kreutzer und Konrad Gerber; Stiefmutter von Pia Heilmann, Ursula Fröse und Martin Stein; Stiefgroßmutter von Alina Heilmann, Jakob Heilmann und Marie Stein; Stiefurgroßmutter von Jonas Heilmann und Klara Stein; verstirbt auf Teneriffa |
| Isabel Varell          | Linda Schneider               | 813–858 912 1020                     | 2018–2019 2020 2023                | Mitarbeiterin der Cafeteria Mutter von Miriam Schneider; geht nach Berlin |
| Anja Nejarri           | Dr. Lea Peters                | 677–889 948                          | 2015–2020 2021                     | Fachärztin der Neurochirurgie Tochter von Ludwig und Prof. Christiane Peters; Ex-Kommilitonin von Dr. Philipp Brentano; bis zu seinem Tod Lebensgefährtin von Jenne Derbeck; Mutter von Tim Peters; nimmt eine Chefarztstelle in München an und zieht mit Tim dorthin |
| Michael Trischan       | Dr. Hans-Peter Brenner        | 376–930                              | 2007–2021                          | Assistenzarzt der Allgemeinchirurgie (ab Staffel 20, Episode 770) und Geriatrie (ab Staffel 22) (erhält seinen Doktorgrad in Episode 930); vormals Assistenzarzt der Urologie (Staffel 20, Episode 770, bis Staffel 22); Arzt im praktischen Jahr (Staffel 19, Episode 726 bis Staffel 20, Episode 769); vormals Gesundheits- und Krankenpfleger der chirurgischen Station und Medizinstudent Sohn von Luise Brenner; Ex-Lebensgefährte von Gabriele Hagen; übernimmt die Praxis auf Dr. Sylvia Jessels Demenzbauernhof |
| Julia Jäger            | Katja Brückner                | 839–950                              | 2019–2021                          | Ex-Verlobte von Dr. Roland Heilmann; Noch-Ehefrau von Stefan Brückner; Mutter von Emma und Hanno Brückner; zieht (nachdem die Beziehung zu Roland in die Brüche gegangen ist) zu ihrem Ex-Mann und ihrem Sohn nach Berlin |
| Mai Duong Kieu         | Dr. Ly „Lilly“ Phan           | 885–1079                             | 2020–2025                          | Fachärztin der Neurochirurgie Tochter von Hoa Phan; Verlobte von Björn Lodinson; Ex-Freundin von Kris Haas; ist von Episode 967 bis 989 in Vietnam, um sich um ihren verunfallten Vater zu kümmern; geht mit Björn Lodinson nach Bern um die Leitung der Neurologie in einer Städtischen Klinik zu übernehmen |

## Gastdarsteller

### Gastdarsteller ausIn aller Freundschaft – Die jungen Ärzte
| Schauspieler      | Rolle                   | Episoden                  | Zeitraum | Bemerkungen |
| ----------------- | ----------------------- | ------------------------- | -------- | --- |
| Roy Peter Link    | Dr. Niklas Ahrend       | 674, (677), 682, 700, 711 | 2015     | ehemaliger Oberarzt am Johannes-Thal-Klinikum in Erfurt und Ausbilder der Assistenzärzte Vater von Max Brentano; Ex-Freund von Carolin Körner, Eva Ludwig und Julia Berger; Halbbruder von Dr. Kathrin Globisch; Onkel von Lukas und Hanna; Schwager von Dr. Roland Heilmann; Noch-Ehemann von Dr. Ute Ahrend; Ex-Affäre von Sarah Marquardt; One-Night-Stand von Arzu Ritter, geht als Chefarzt nach San Francisco |
| Roy Peter Link    | Dr. Niklas Ahrend       | 734, 739, 741             | 2016     | ehemaliger Oberarzt am Johannes-Thal-Klinikum in Erfurt und Ausbilder der Assistenzärzte Vater von Max Brentano; Ex-Freund von Carolin Körner, Eva Ludwig und Julia Berger; Halbbruder von Dr. Kathrin Globisch; Onkel von Lukas und Hanna; Schwager von Dr. Roland Heilmann; Noch-Ehemann von Dr. Ute Ahrend; Ex-Affäre von Sarah Marquardt; One-Night-Stand von Arzu Ritter, geht als Chefarzt nach San Francisco |
| Roy Peter Link    | Dr. Niklas Ahrend       | 781                       | 2017     | ehemaliger Oberarzt am Johannes-Thal-Klinikum in Erfurt und Ausbilder der Assistenzärzte Vater von Max Brentano; Ex-Freund von Carolin Körner, Eva Ludwig und Julia Berger; Halbbruder von Dr. Kathrin Globisch; Onkel von Lukas und Hanna; Schwager von Dr. Roland Heilmann; Noch-Ehemann von Dr. Ute Ahrend; Ex-Affäre von Sarah Marquardt; One-Night-Stand von Arzu Ritter, geht als Chefarzt nach San Francisco |
| Roy Peter Link    | Dr. Niklas Ahrend       | 800                       | 2018     | ehemaliger Oberarzt am Johannes-Thal-Klinikum in Erfurt und Ausbilder der Assistenzärzte Vater von Max Brentano; Ex-Freund von Carolin Körner, Eva Ludwig und Julia Berger; Halbbruder von Dr. Kathrin Globisch; Onkel von Lukas und Hanna; Schwager von Dr. Roland Heilmann; Noch-Ehemann von Dr. Ute Ahrend; Ex-Affäre von Sarah Marquardt; One-Night-Stand von Arzu Ritter, geht als Chefarzt nach San Francisco |
| Horst Günter Marx | Wolfgang Berger         | 668                       | 2014     | Kaufmännischer Leiter des Johannes-Thal-Klinikums |
| Horst Günter Marx | Wolfgang Berger         | 677, 700, 709             | 2015     | Kaufmännischer Leiter des Johannes-Thal-Klinikums |
| Robert Giggenbach | Dr. Harald Loosen       | 671–672                   | 2015     | Ehemaliger Leitender Oberarzt der Chirurgie des Johannes-Thal-Klinikums, ehemaliger Ausbilder der Assistenzärzte Mentor von Dr. Niklas Ahrend, kündigt nach einem Behandlungsfehler |
| Mike Adler        | Dr. Matteo Moreau       | 700                       | 2015     | Oberarzt der Plastischen Chirurgie und Handchirurgie des Johannes-Thal-Klinikums |
| Mike Adler        | Dr. Matteo Moreau       | 778                       | 2017     | Oberarzt der Plastischen Chirurgie und Handchirurgie des Johannes-Thal-Klinikums |
| Mike Adler        | Dr. Matteo Moreau       | 800                       | 2018     | Oberarzt der Plastischen Chirurgie und Handchirurgie des Johannes-Thal-Klinikums |
| Mike Adler        | Dr. Matteo Moreau       | 907                       | 2020     | Oberarzt der Plastischen Chirurgie und Handchirurgie des Johannes-Thal-Klinikums |
| Marijam Agischewa | Prof. Dr. Karin Patzelt | 700                       | 2015     | Chefärztin der Chirurgie des Johannes-Thal-Klinikums |
| Marijam Agischewa | Prof. Dr. Karin Patzelt | 800                       | 2018     | Chefärztin der Chirurgie des Johannes-Thal-Klinikums |
| Marijam Agischewa | Prof. Dr. Karin Patzelt | 926, 943                  | 2021     | Chefärztin der Chirurgie des Johannes-Thal-Klinikums |
| Marijam Agischewa | Prof. Dr. Karin Patzelt | 1047                      | 2024     | Chefärztin der Chirurgie des Johannes-Thal-Klinikums |
| Mirka Pigulla     | Julia Berger            | 939                       | 2021     | Fachärztin der Allgemeinchirurgie des Johannes-Thal-Klinikums |
| Stefan Ruppe      | Dr. Elias Bähr          | 957                       | 2022     | Facharzt der Allgemeinchirurgie und Herzchirurgie des Johannes-Thal-Klinikums |
| Elisa Agbaglah    | Dr. Emma Jahn           | 981                       | 2022     | Assistenzärztin des Johannes-Thal-Klinikums |
| Luan Gummich      | Mikko Rantala           | 1018                      | 2023     | Assistenzarzt; Angehender Facharzt für Plastische Chirurgie des Johannes-Thal-Klinikums |

### Gastdarsteller ausIn aller Freundschaft – Die Krankenschwestern
| Schauspieler        | Rolle               | Episoden | Zeitraum | Bemerkungen                                                                                          |
| ------------------- | ------------------- | -------- | -------- | --- |
| Friederike Linke    | Alexandra Lundqvist | 828      | 2018     | Oberschwester am Volkmann-Klinikum                                                                   |
| Leslie-Vanessa Lill | Jasmin Hatem        | 853–869  | 2019     | Krankenschwester in Ausbildung am Volkmann-Klinikum Ex-Affäre von Kris Haas, Tochter von Malik Hatem |
| Leslie-Vanessa Lill | Jasmin Hatem        | 902      | 2020     | Krankenschwester in Ausbildung am Volkmann-Klinikum Ex-Affäre von Kris Haas, Tochter von Malik Hatem |
| Leslie-Vanessa Lill | Jasmin Hatem        | 937–948  | 2021     | Krankenschwester in Ausbildung am Volkmann-Klinikum Ex-Affäre von Kris Haas, Tochter von Malik Hatem |

## Episoden

### Staffelübersicht
| Staffel | Episoden  | Dreharbeiten  | Dreharbeiten  | Erstausstrahlung | Erstausstrahlung | Zuschauer | Marktanteil |
| Staffel | Episoden  | Beginn        | Ende          | Staffelpremiere  | Staffelfinale    | Zuschauer | Marktanteil |
| ------- | --------- | ------------- | ------------- | ---------------- | ---------------- | --------- | ----------- |
| 1       | 1–36      | 22. Juni 1998 | 22. Apr. 1999 | 26. Okt. 1998    | 9. Aug. 1999     | 2,75 Mio. | 11,20 %     |
| 2       | 37–69     | 6. Mai 1999   | 4. Feb. 2000  | 16. Aug. 1999    | 15. Mai 2000     | 3,13 Mio. | 11,90 %     |
| 3       | 70–88     | 7. Feb. 2000  | 27. Juni 2000 | 21. Aug. 2000    | 15. Jan. 2001    | 3,53 Mio. | 12,60 %     |
| 4       | 89–124    | 11. Sep. 2000 | 15. Juni 2001 | 22. Jan. 2001    | 17. Dez. 2001    | 3,52 Mio. | 13,39 %     |
| 5       | 125–164   | 24. Sep. 2001 | 14. Aug. 2002 | 8. Jan. 2002     | 24. Dez. 2002    | 4,38 Mio. | 14,82 %     |
| 6       | 165–207   | 23. Sep. 2002 | 8. Sep. 2003  | 7. Jan. 2003     | 16. Dez. 2003    | 5,27 Mio. | 17,44 %     |
| 7       | 208–249   | 23. Sep. 2003 | 23. Aug. 2004 | 6. Jan. 2004     | 14. Dez. 2004    | 5,84 Mio. | 19,20 %     |
| 8       | 250–291   | 29. Juni 2004 | 28. Sep. 2005 | 4. Jan. 2005     | 20. Dez. 2005    | 5,93 Mio. | 18,45 %     |
| 9       | 292–333   | 29. Sep. 2005 | 8. Sep. 2006  | 3. Jan. 2006     | 9. Jan. 2007     | 5,96 Mio. | 18,60 %     |
| 10      | 334–375   | 25. Sep. 2006 | 10. Aug. 2007 | 16. Jan. 2007    | 11. Dez. 2007    | 5,70 Mio. | 17,80 %     |
| 11      | 376–417   | 24. Sep. 2007 | 7. Aug. 2008  | 11. Dez. 2007    | 16. Dez. 2008    | 5,86 Mio. | 19,00 %     |
| 12      | 418–459   | 22. Sep. 2008 | 7. Aug. 2009  | 6. Jan. 2009     | 15. Dez. 2009    | 6,30 Mio. | 19,65 %     |
| 13      | 460–501   | 24. Sep. 2009 | 6. Aug. 2010  | 12. Jan. 2010    | 21. Dez. 2010    | 6,19 Mio. | 19,50 %     |
| 14      | 502–543   | 23. Sep. 2010 | 8. Aug. 2011  | 11. Jan. 2011    | 13. Dez. 2011    | 6,23 Mio. | 19,60 %     |
| 15      | 544–585   | 22. Sep. 2011 | 7. Aug. 2012  | 10. Jan. 2012    | 20. Dez. 2012    | 5,24 Mio. | 18,80 %     |
| 16      | 586–627   | 20. Sep. 2012 | 8. Aug. 2013  | 8. Jan. 2013     | 7. Jan. 2014     | 5,67 Mio. | 16,80 %     |
| 17      | 628–669   | 24. Sep. 2013 | 7. Aug. 2014  | 14. Jan. 2014    | 16. Dez. 2014    | 5,63 Mio. | 18,20 %     |
| 18      | 670–711   | 30. Sep. 2014 | 6. Aug. 2015  | 6. Jan. 2015     | 22. Dez. 2015    | 5,34 Mio. | 17,60 %     |
| 19      | 712–753   | 23. Sep. 2015 | 4. Aug. 2016  | 5. Jan. 2016     | 20. Dez. 2016    | 5,44 Mio. | 17,49 %     |
| 20      | 754–795   | 20. Sep. 2016 | 9. Aug. 2017  | 3. Jan. 2017     | 12. Dez. 2017    | 5,13 Mio. | 17,07 %     |
| 21      | 796–837   | 20. Sep. 2017 | 27. Aug. 2018 | 2. Jan. 2018     | 18. Dez. 2018    | 4,85 Mio. | 16,17 %     |
| 22      | 838–879   | 25. Sep. 2018 | 19. Aug. 2019 | 8. Jan. 2019     | 10. Dez. 2019    | 4,86 Mio. | 16,43 %     |
| 23      | 880–921   | 24. Sep. 2019 | 11. Aug. 2020 | 7. Jan. 2020     | 16. März 2021    | 4,80 Mio. | 15,53 %     |
| 24      | 922–963   | 30. Sep. 2020 | 17. Aug. 2021 | 23. März 2021    | 15. Feb. 2022    | 4,53 Mio. | 15,92 %     |
| 25      | 964–1005  | 23. Sep. 2021 | 9. Aug. 2022  | 15. März 2022    | 21. März 2023    | 4,25 Mio. | 16,40 %     |
| 26      | 1006–1047 | 21. Sep. 2022 | 9. Aug. 2023  | 28. März 2023    | 19. März 2024    | 4,08 Mio. | 16,44 %     |
| 27      | 1048–1088 | 12. Sep. 2023 | 30. Juli 2024 | 16. Apr. 2024    | 25. März 2025    | 3,63 Mio. | 15,55 %     |
| 28      | 1089–1130 | 10. Sep. 2024 | 24. Juli 2025 | 8. Apr. 2025     |                  |           |             |
| 29      | 1131–1169 |               |               |                  |                  |           |             |
| 30      | 1170–1208 |               |               |                  |                  |           |             |

### Fernsehfilme in Spielfilmlänge
Außerhalb der normalen 45-minütigen Episoden wurden bislang mehrere Specials in Spielfilmlänge produziert und ausgestrahlt.
| Titel                   | Länge   | Dreharbeiten  | Dreharbeiten  | Erstausstrahlung | Einschaltquoten | Einschaltquoten | Anmerkungen |
| Titel                   | Länge   | Beginn        | Ende          | Erstausstrahlung | Zuschauer       | Marktanteil     | Anmerkungen |
| ----------------------- | ------- | ------------- | ------------- | ---------------- | --------------- | --------------- | --- |
| Was wirklich zählt      | 90 Min. | 16. Aug. 2011 | 13. Sep. 2011 | 27. Dez. 2011    | 7,47 Mio.       | 22,70 %         | Ausstrahlung erfolgte zwischen der 14. und 15. Staffel. Die Dreharbeiten fanden zum Teil im Zoo Leipzig statt.                           |
| Bis zur letzten Sekunde | 90 Min. | 15. Aug. 2013 | 12. Sep. 2013 | 25. Dez. 2013    | 4,57 Mio.       | 14,30 %         | Der Spielfilm bildet ein Crossover zwischen den Fernsehserien In aller Freundschaft und Heiter bis tödlich: Akte Ex.                     |
| Zwei Herzen             | 90 Min. | 5. Feb. 2018  | 2. März 2018  | 26. Okt. 2018    | 4,54 Mio.       | 15,40 %         | Anlässlich des 20-jährigen Serienjubiläums. Die Erstausstrahlung erfolgte genau 20 Jahre nach Ausstrahlung der ersten Episode der Serie. |

### Webserie
Ab dem 12. Dezember 2017 wurden als Weihnachts-Highlight zehn 3- bis 4-minütige Episoden des Web-Spin-offs In aller Freundschaft – Nachts in der Sachsenklinik im Internet bereitgestellt. Hauptfigur der Webserie ist Tom Fichte (Bastian Reiber), der während seiner Arbeit als Nachtpförtner der Sachsenklinik skurrile Erlebnisse mit verschiedenen aus der Serie bekannten Figuren hat.

## Ausstrahlungsformat
Bis zur Episode 291 (Staffel 1–8) entstanden alle Aufnahmen im 4:3-Format. Seit Episode 292 (Staffel 9) entstehen alle Aufnahmen im 16:9-Format. Seit Anfang 2010 mit Beginn der Staffel 13 werden die Aufnahmen zusätzlich in HD-Auflösung ausgestrahlt. Des Weiteren wird die Serie seit Januar 2013 für Blinde und Sehbehinderte als Hörfilmfassung angeboten.

## Schauplätze

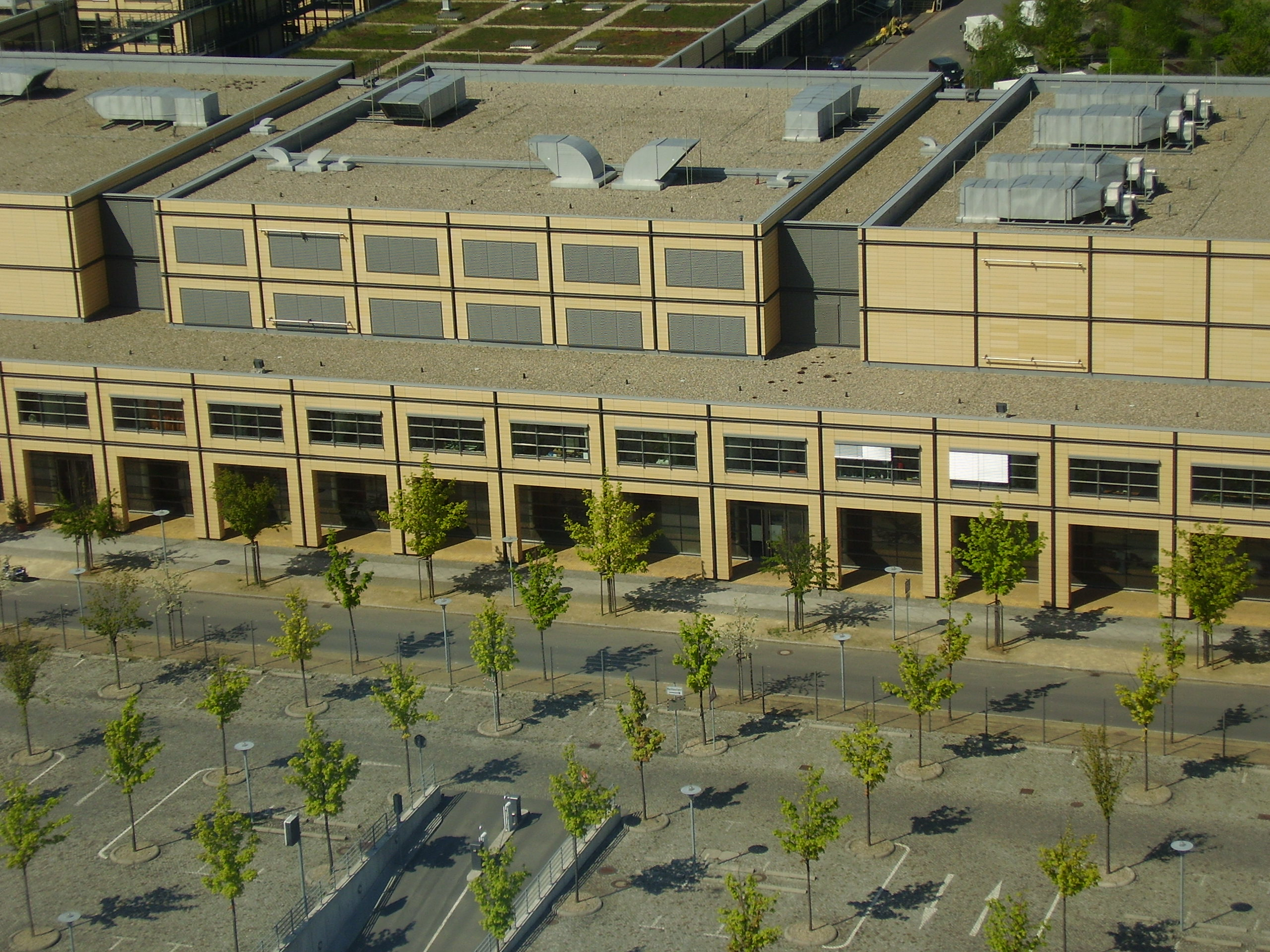
Gebäude in der Media City in Leipzig, das teilweise als Drehort dient

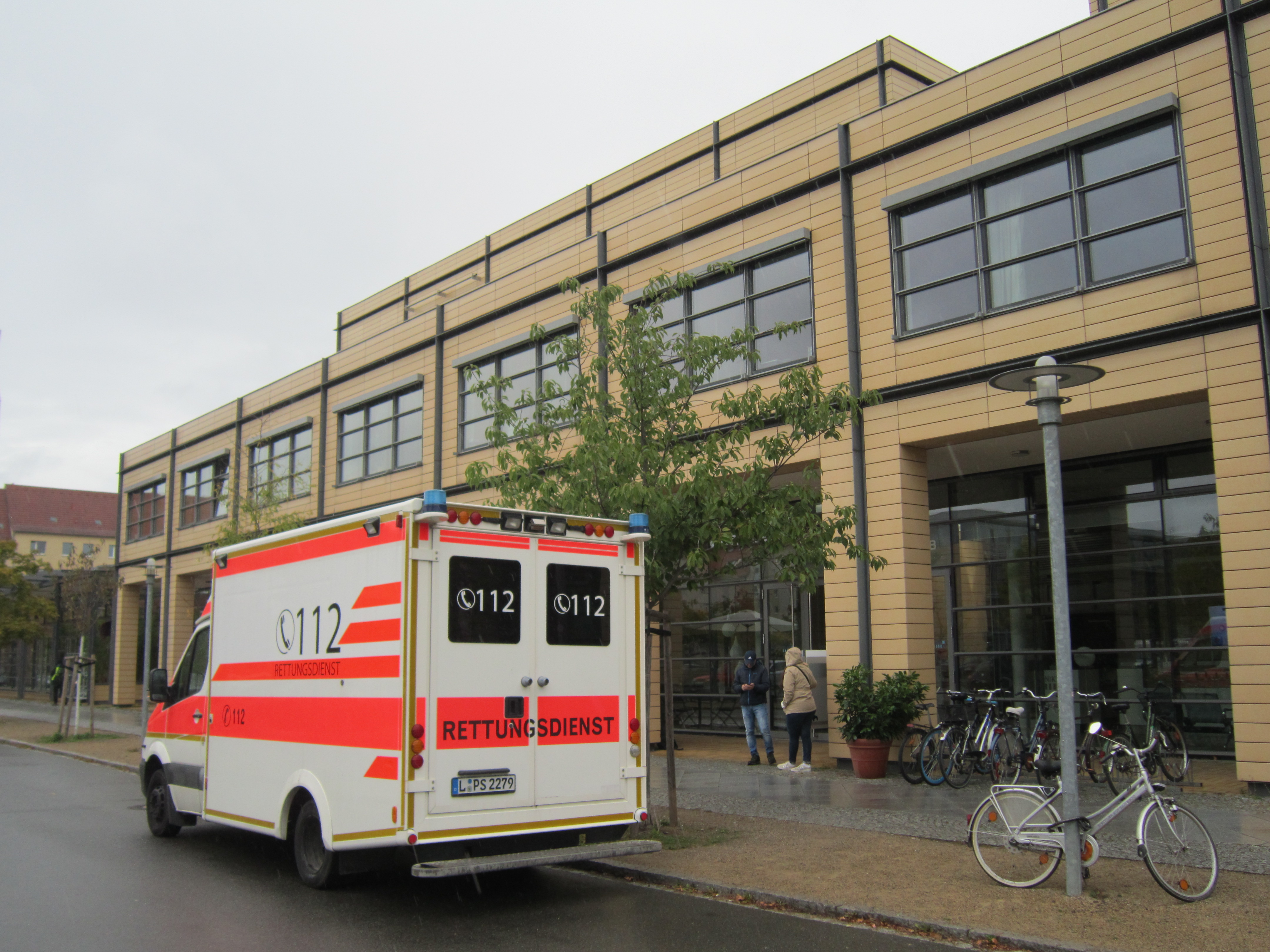
„Sachsenklinik“ an einem Drehtag

Bis zur Episode 124 entstanden die Außenaufnahmen in der Sachsenklinik Bad Lausick (ca. 35 km vom Leipziger Stadtzentrum entfernt). Bezeichnenderweise lautete die Anschrift des Filmkrankenhauses „Bad Lausicker Straße“, wie man gelegentlich bei genauem Hinsehen auf Briefköpfen erkennen kann. Die Innenaufnahmen wurden in der Messehalle 14 (ehemals Ausstellungsräume von Carl Zeiss Jena) auf dem Alten Messegelände in Leipzig gedreht.
Seit der Episode 125 werden die Innenaufnahmen in den Studios 1 (Wohnungen) und 2 (Klinik) der Media City Leipzig in unmittelbarer Nähe zum Gelände des MDR gedreht. Seitdem dient das Gelände rund um die Media City als Drehort für die Außenaufnahmen. Die Studiogebäude in der verlängerten Steinstraße fungieren nun als „Krankenhaus“, über dem Eingang steht ständig „Chirurgische Klinik – Haus B“. Beim vorherigen Gebäude stand „Haus A“ über dem Eingang.
Bei den Geschehnissen rund um die Fusion mit dem „Marienhospital“ am Ende der 11. Staffel fanden die Außenaufnahmen im „Marienhospital“ auf dem Gelände des Leipziger Klinikums St. Georg statt.

## Trivia
- Mehrere spätere Haupt- und Nebendarsteller der Serie wirkten bereits vor ihrem Einstieg als Gaststars in anderen Rollen mit.
- Von Episode 125 bis Episode 711, seit die Innenaufnahmen in der Media City Leipzig produziert werden, wurde für die Büros des Klinikleiters/der Klinikleiterin, des Chefarztes und der Verwaltungsdirektorin (Staffel 18: Büro von Alexander Weber) derselbe Raum mit jeweils anderer Möblierung verwendet.[33] Seit Staffel 19, Episode 712, wird dieser Raum für das Büro des Klinikleiters (Staffel 19 bis 24: Dr. Roland Heilmann; Staffel 24 bis 26: Dr. Martin Stein; seit Staffel 26: Prof. Dr. Maria Weber) und als Ärztezimmer verwendet.
- In Studio 1 befinden sich 8 Wohnungen auf 975 m² (Stand 2019)[4]
- Matthias Koeberlin spielte in frühen Episoden den Sohn des nur etwa sechs Jahre älteren Joachim Kretzer.

## Kritik
Die Serie stand mehrfach wegen illegaler Schleichwerbung für Medikamente in der Kritik.
Zudem wurde die 300. Episode von Tierschützern, der Bundestierärztekammer und Medien kritisiert, weil sie sich zu stark auf ein aktuelles Ereignis beziehe. In der Episode wird ein Junge (Chefarztenkel Jonas Heilmann) in die Sachsenklinik eingeliefert, der sich an einem Papagei mit der Vogelgrippe infiziert hatte und daran erkrankt war. Kritiker meinten, dass dies nur unnötige Angst in der Bevölkerung schüre, und forderten die Absetzung der Episode. Außerdem sei dies eine unnötige Angst, weil Hausvögel keine Gelegenheit hätten, sich mit der Vogelgrippe anzustecken. Der MDR wies die Kritik zurück. Man war sich sicher, keine Unsicherheit zu schüren.

## DVD
Es wurden 31 DVD-Box-Sets von Studiocanal (ehemals Kinowelt) produziert. Die ersten 3 Staffeln erschienen in einer DVD-Box. Ab der 4. Staffel wurden die Staffeln jeweils in zwei Boxsets (Teil 1 und Teil 2) veröffentlicht, ab der 16. Staffel nicht mehr gleichzeitig.
Außerdem ist eine Jubiläums-DVD zur Serie namens 10 Jahre – In aller Freundschaft am 28. Oktober 2008 in den Handel gekommen. Auch diese DVD wurde von Kinowelt veröffentlicht. Ebenfalls erschien am 16. Mai 2012 ein 90-minütiges Serien-Special mit dem Titel In aller Freundschaft-Was wirklich zählt, in der auch Elisabeth Lanz als Tierärztin Dr. Mertens in einer Gastrolle auftritt. Diese DVD wurde von Studiocanal herausgegeben und 2011 produziert.
Am 6. Februar 2019 erschien eine DVD In aller Freundschaft – Nachts in der Sachsenklinik mit den zehn Episoden des Web-Spin-Offs.
Seit der 24. Staffel werden keine DVDs der Serie mehr hergestellt.
| Staffel | Episoden | Erscheinungstermin |
| ------- | -------- | ------------------ |
| 1       | 1–36     | 15. Dez. 2006      |
| 2       | 37–69    | 16. Feb. 2007      |
| 3       | 70–88    | 27. Apr. 2007      |
| 4       | 89–124   | 22. Juni 2007      |
| 5       | 125–164  | 17. Aug. 2007      |
| 6       | 165–207  | 19. Okt. 2007      |
| 7       | 208–249  | 14. Dez. 2007      |
| 8       | 250–291  | 22. Feb. 2008      |
| 9       | 292–333  | 18. Apr. 2008      |
| 10      | 334–375  | 19. Sep. 2008      |
| 11      | 376–417  | 17. Juli 2009      |
| 12      | 418–459  | 1. Apr. 2010       |
| 13      | 460–501  | 5. Mai 2011        |
| 14      | 502–543  | 16. Mai 2012       |
| 15      | 544–585  | 16. Mai 2013       |
| 16.1    | 586–609  | 28. Jan. 2014      |
| 16.2    | 610–627  | 13. Feb. 2014      |
| 17.1    | 628–651  | 22. Jan. 2015      |
| 17.2    | 652–669  | 19. Feb. 2015      |
| 18.1    | 670–693  | 18. Feb. 2016      |
| 18.2    | 694–711  | 17. März 2016      |
| 19.1    | 712–735  | 23. Feb. 2017      |
| 19.2    | 736–753  | 23. März 2017      |
| 20.1    | 754–777  | 22. Feb. 2018      |
| 20.2    | 778–795  | 22. März 2018      |
| 21.1    | 796–819  | 28. Feb. 2019      |
| 21.2    | 820–837  | 28. März 2019      |
| 22.1    | 838–861  | 20. Feb. 2020      |
| 22.2    | 862–879  | 26. März 2020      |
| 23.1    | 880–903  | 18. März 2021      |
| 23.2    | 904–921  | 22. Apr. 2021      |

## Export ins Ausland
- Die Serie lief und läuft auch in anderen Ländern, beispielsweise in Frankreich (bei TF1), Slowenien, Kroatien und der Schweiz.
- Das polnische Fernsehen hat die Serie nicht übernommen, sondern produziert eine eigene polnischsprachige Serie nach dem Vorbild von In aller Freundschaft.[36]

## Ableger

### In aller Freundschaft – Die jungen Ärzte
Im Juli 2014 gab der MDR die Produktion eines Ablegers mit dem Namen In aller Freundschaft – Die jungen Ärzte bekannt. Im Mittelpunkt der Serie stehen Dr. Niklas Ahrend (Roy Peter Link), welcher zu Beginn der Serie einen Oberarztposten am Johannes-Thal-Klinikum in Erfurt annimmt und somit die Sachsenklinik verlässt, und fünf Assistenzärzte. Die Produktion findet seit Herbst 2014 statt, die wöchentliche Ausstrahlung am Donnerstag-Vorabend begann am 22. Januar 2015.

### In aller Freundschaft – Die Krankenschwestern
Im April 2018 gab der MDR die Produktion eines weiteren Ablegers mit dem Namen In aller Freundschaft – Die Krankenschwestern bekannt. Die Serie soll die Erlebnisse der Krankenschwestern und Krankenpfleger der Volkmann-Klinik in Halle (Saale) behandeln. Die Ausstrahlung der geplanten acht Episoden fand im Herbst 2018 auf dem Sendeplatz von In aller Freundschaft – Die jungen Ärzte statt.

## Crossover

### Crossover innerhalb der Serie
In den ersten beiden Filmspecials kam es jeweils zu einem Crossover mit einer anderen vom MDR produzierten Serie: In Was wirklich zählt hat Dr. Susanne Mertens (Elisabeth Lanz) aus der Fernsehserie Tierärztin Dr. Mertens einen Gastauftritt. In Bis zur letzten Sekunde treffen die Hauptdarsteller Katzer (Isabell Gerschke) und Hundt (Oliver Franck) der Serie Akte Ex auf die Mitarbeiter der Sachsenklinik: Als sie in Leipzig auf der Durchreise sind und die Klinik aufsuchen müssen, geraten sie dabei zu einem Entführungsfall dazu, den sie spontan übernehmen.
Im September 2014 gab es im Rahmen der 45-minütigen Einzelepisoden eine Verschmelzung zwischen In aller Freundschaft und der ARD-Seifenoper Verbotene Liebe. In der 660. Episode Böses Blut treten Miriam Lahnstein und Sebastian Schlemmer in ihren Rollen aus Verbotene Liebe als Patienten der Sachsenklinik auf.
In der Episode 793 Aus den Augen aus dem Sinn? (28. November 2017) fand ein Crossover zwischen In aller Freundschaft und der Lindenstraße statt. Hierbei verunglückt die Lindenstraße-Rolle Dr. Iris Brooks während der Rückreise aus dem Urlaub und wird in der Sachsenklinik behandelt. Ihre Tochter Lara Brooks begleitet sie. Dort trifft Iris auf ihre ehemalige Freundin Maria Weber. Iris brach den Kontakt zu Maria ab, da sie eine Nacht mit Marias Ex-Mann Alexander Weber verbracht hatte.
Da sich die Lindenstraße im gleichen Serienuniversum wie die Fallers befindet, sind auch die Fallers dem Serienuniversum von In aller Freundschaft zuzuordnen. Die Fallers befinden sich im gleichen Serienuniversum wie Dahoam is Dahoam, die dann somit auch zum gemeinsamen Universum gehören.

### Crossover in anderen Serien
In den Episoden 249 bis 252 der Kinderserie Schloss Einstein (ausgestrahlt vom 14. Juni bis 5. Juli 2003) war die Sachsenklinik ein Handlungsort. In den Episoden sind Arzu Bazman, Thomas Rühmann, Johannes Steck und Ursula Karusseit in ihren Rollen aus In aller Freundschaft zu sehen.

### Sachsenklinik und Johannes-Thal-Klinikum
In Episode 668 (Mit einem Paukenschlag) besuchen die Verwaltungsdirektorin und zukünftige Klinikleiterin der Leipziger Sachsenklinik Sarah Marquardt und die Chefsekretärin Barbara Grigoleit (Uta Schorn) den kaufmännischen Leiter, Wolfgang Berger, des Johannes-Thal-Klinikums. Damit wurde der neue Handlungsstrang des Spin-offs In aller Freundschaft – Die jungen Ärzte in einem Backdoor-Pilot eingeführt. In den Episoden 671 (Alte und neue Freundschaften) und 672 (Zukunftsmusik) tritt Robert Giggenbach in seiner Rolle Dr. Harald Loosen aus In aller Freundschaft – Die jungen Ärzten auf. Er unterstützt seinen Schützling Dr. Niklas Ahrend in einer schwierigen Situation und bietet ihm letztendlich einen Oberarztposten im Erfurter Krankenhaus an. In weiteren Episoden treffen immer mal wieder Figuren aus der Sachsenklinik auf die Kollegen im Erfurter Johannes-Thal-Klinikum und auch umgekehrt.

### Sachsenklinik und Volkmann-Klinikum
In der Episode 828 (Zukunftsklänge) besucht die Oberschwester des Volkmann-Klinikums Alexandra Lundqvist (Friederike Linke) ihre alte Freundin Arzu und fragt sie, ob sie als Dozentin einige Tage im Monat ihr Wissen an ihrem Klinikum weitergeben will. Da sie sich sofort entscheiden muss, tut sie dies, ohne vorher mit ihrem Mann Philipp darüber zu sprechen. Damit wurde der neue Handlungsstrang des Spin-offs In aller Freundschaft – Die Krankenschwestern in einem Backdoor-Pilot eingeführt.

## Auszeichnungen und Nominierungen

### Auszeichnungen
- 2002: Brisant Brillant in der Kategorie ARD-Serienstar für Thomas Rühmann
- 2002: Osgar, Medienpreis der Bild-Zeitung[30]
- 2008: Goldene Henne in der Kategorie Schauspiel
- 2011: Rauchfrei-Siegel wegen des bewussten Verzichts auf rauchende Charaktere
- 2014: Publikums-Bambi in der Kategorie Populärste TV-Serie des Jahres
- 2018: Deutscher Hörfilmpreis in der Kategorie Publikumspreis[46]
- 2018: Goldene Henne in der Kategorie Ehrenpreis

### Nominierungen
- 2005: Quotenmeter in der Kategorie Bester Nebendarsteller einer Serie
- 2005: Quotenmeter in der Kategorie Beste Nebendarstellerin einer Serie